# フォーナランド
フォーナランドは、かつて大分県大分市の高崎山下にあった、動物の剥製を展示する公立の博物館である。

## 概要
正式名称は大分市高崎山世界鳥獣館。愛称のフォーナランド(Fauna Land)は、動物相を意味する英語の"fauna"と、施設や場所を表す接尾辞の"land"から名付けられた。
鉄筋コンクリート構造3階建てで、このうち1、2階が延べ面積1,115m2の展示室であった。展示室は生物地理区別の全北区、東洋区、エチオピア区、新熱帯区や、日本、南氷洋、水ノ子島灯台の渡り鳥等の10のゾーンに分けられ、「立体展示方式」と称して、鳥獣類の剥製を生息する地域の自然を模した背景の中に配置し、生態を再現する展示が行われた。開館当初の展示品数は800種・1,500点。
別府市との市境に近い別府湾岸に位置し、近隣には大分生態水族館マリーンパレスや高崎山自然動物園といった観光・文教施設が集まっており、これらの施設との回遊効果が期待されていた。本施設の開館式の挨拶で、当時の大分市長安東玉彦は、さらに昆虫館を建設して、サル、魚、鳥獣、昆虫と動物全般を網羅する構想に言及していた。

## 沿革
1972年（昭和47年）7月30日に開館。
入館者は、初年度である1972年度（昭和47年度）には250,210人を数えたものの、1980年度（昭和55年度）には53,405人に減少。また、剥製の所有権などを巡るトラブルも明らかになって（詳細は#剥製を巡る紛争参照）、「大分市最大のお荷物」とも評されるようになり、開館から満10年の1982年（昭和57年）7月29日に閉館に至った。
閉館後、剥製は夕張市に売却され、石炭の歴史村内の「知られざる世界の動物館」で展示された。その後、夕張市の財政破綻により「知られざる世界の動物館」は閉館し、剥製は2012年（平成24年）に国立科学博物館に譲渡された。
フォーナランドの跡地は閉館後しばらく利用されないままであったが、改装されて1987年（昭和62年）4月16日に土産物店、展望休憩所、喫茶店などから成る「レストハウス高崎山」となった。そして、その後さらに改装され2004年（平成16年）4月1日にニホンザルの生態に関する展示を行う「高崎山おさる館」となっている。

## 剥製を巡る紛争
フォーナランドで展示された剥製は、大分市が九四ハクセイという企業から借り受けたものであった。1973年（昭和48年）1月に九四ハクセイはフォーナランドの剥製を担保に肥後相互銀行から4億円の融資を受けたが、その際、大分市は肥後相互銀行に対して九四ハクセイが債務を履行しなかった場合は、剥製を債務額（4億円）以上で買い取るという確約書を提出した。しかし、その後、九四ハクセイは倒産。1977年（昭和52年）2月には、肥後相互銀行が大分地裁に、大分市に対して確約書にもとづき剥製の買い取りを求める訴訟を提起した。